# Lehtosaari (ö i Kajanaland, Kajana, lat 64,12, long 28,54)
Lehtosaari är en ö i Finland. Den ligger i sjön Iso-Kiimanen och i kommunen Sotkamo i den ekonomiska regionen  Kajana ekonomiska region  och landskapet Kajanaland, i den centrala delen av landet, 500 km norr om huvudstaden Helsingfors. Öns area är 4,1 hektar och dess största längd är 370 meter i öst-västlig riktning.